# Romeu de Llívia
Romeu de Llívia (Llívia, Cerdanya, darrer terç del segle xii - Carcassona, Aude, 1261) fou un frare de l'Orde de Predicadors. És venerat com a beat per l'Església catòlica.

## Biografia
Nascut a Llívia, en començar a estudiar va veure la seva vocació religiosa i va anar cap al Llenguadoc, on conegué les fundacions de l'Orde de Predicadors i ingressà a l'orde dominic en 1217 i va rebre l'hàbit de mans del fundador Domènec de Guzmán, probablement al convent de Sant Romà de Tolosa. En 1218, amb Arnau de Tolosa funda el convent dominic de Lió, del que serà prior en 1223 i durant cinc anys, destacant pels seus dots de govern. També fou prior a Bordeus. En 1232 fou nomenat superior de la província dominica de Provença, càrrec on fou durant quatre anys. Destacà com a predicador, i Gregori IX el nomenà representant de la Santa Seu en la croada contra els albigesos. Molt devot de la Mare de Déu, fou un dels grans propagadors del rés del rosari com a devoció popular; feia servir un cordill amb nusos com a rosari i resava fins a mil avemaries en cada un. Va escriure diversos llibres, entre els quals la Regula honestatis monachi (1250).
En fer-se gran, es retirà al convent de l'orde a Carcassona, on va morir a una edat molt avançada, el 21 de novembre de 1261.

## Veneració
Bernat Gui en va redactar la biografia i diu que ja llavors, en els anys trenta del segle, se li atribuïen miracles, que el feren popular i admirat. Sebollit al cementiri del convent de Carcassona, en 1285 fou exhumat i el seu cos fou trobat incorrupte; fou traslladat a l'interior de l'església, davant l'altar de la Mare de Déu, posant-se al sepulcre la inscripció:
| « | Hac sunt in fossa / fratris venerabilis ossa dicti Romei, / qui fut arca Dei. Hic Iesum, atq. piam, / dilexit valde Mariam. | » |

| « | Aquí són a la fossa / els ossos del frare venerable / anomenat Romeu, / que fou arca de Déu. / Ell Jesús i la pia / Maria estimà en gran manera. | » |

Fou venerat des del mateix moment de la seva mort i especialment des del trasllat a l'altar. Se li retia culte el 21 de novembre, aniversari de la mort; abans de 1969, però, la festa era el 4 de març i així es fa constar en moltes edicions de goigs.
Els goigs més populars dels dedicats al beat són els que Jacint Verdaguer va compondre i incloure a Aires del Montseny, amb la tornada:
En la plana de Cerdanya
hi ha de Llívia el poble antic,
partint-se França i Espanya 
lo seu camp, hermós i ric; 
Sant Romeu allí naixia, 
bella flor del Pirineu: 
Feu-nos amics de Maria,
feu-nos amics del Fill seu, 
oh Sant Romeu.